# Hellnoir
Hellnoir es una historieta italiana de género policíaco y de terror de la casa Sergio Bonelli Editore, creada por el guionista Pasquale Ruju y el dibujante Giovanni Freghieri.
Se trata de una miniserie de 4 números mensuales, editados desde octubre de 2015 a enero de 2016.

## Argumento y personajes
Hellnoir es una metrópoli ubicada entre nuestro mundo y el otro, donde viven reencarnados los que murieron de forma violenta. Podrían, en teoría, vivir para siempre, pero es difícil sobrevivir en una ciudad maldita y cruel como Hellnoir, gobernada por una casta de demonios corruptos.
El detective Melvin Soul vive en Hellnoir. Fue matado frente a su hija Cassie, quien se convertirá ella misma en una detective de Chicago. Los dos comunican mediante una especie de sesión de espiritismo y eso ayuda a Cassie en resolver casos particularmente complicados.